# Bali Issa
Bali Issa (ou Bali) est un village de la commune de Martap située dans la Région de l'Adamaoua et le département de la Vina au Cameroun.

## Localisation et population
Le village Bali Issa se situe au sud-ouest de la commune de Martap. Il est entouré du village Bobbodji au nord-est, Zaria I à l'est, et Minim au sud-ouest.   
En 1967, Bali Issa comptait 223 habitants, principalement des Peuls, un chiffre inchangé lors du recensement de 2005.

En revanche les diagnostics participatifs réalisés en 2015 ont conduit à recenser 535 personnes.

## Climat
La commune de Martap se caractérise par un climat tropical. Avec une variation de 2,5 °C, tout au long de l'année, mars est le mois le plus chaud (24,5 °C) et juillet est le mois le plus froid (24,5 °C) en moyenne. Cependant, la température peut s'élever à  31,7 °C en février, comme elle peut diminuer jusqu'à atteindre 15 °C en mois de janvier. 

## Projets sociaux et économiques
Le Plan communal de développement (PCD) de la commune de Martap, élaboré en 2015 a programmé plusieurs projets pour permettre à Martap de prendre un envol et surpasser ses difficultés. Ces projets impliquaient tous les villages de la commune de Martap, et notamment Bali Issa.

### Projets sociaux
Il y avait 5 projets prioritaires dont le coût estimatif total de 45 050 000 Francs CFA. Deux parmi ces projets se focalisaient sur l'éducation et la formation (la construction d'un centre de formation professionnelle et la construction d'un bâtiment de deux salles de classe). On a aussi planifié de réaliser un forage à motricité humaine, d'acquérir 400 rouleaux de stockage de 100 m de fils barbelés et aussi de plaidoyer pour la création de santé intégré (CSI).

### Projets économiques
Sur le plan économique, on a pensé à la construction d'un magasin de stockage des produits agricoles et d'un bain détiqueur. Ces projets devraient coûter dans les 16 000 Francs CFA.